# 물레타령

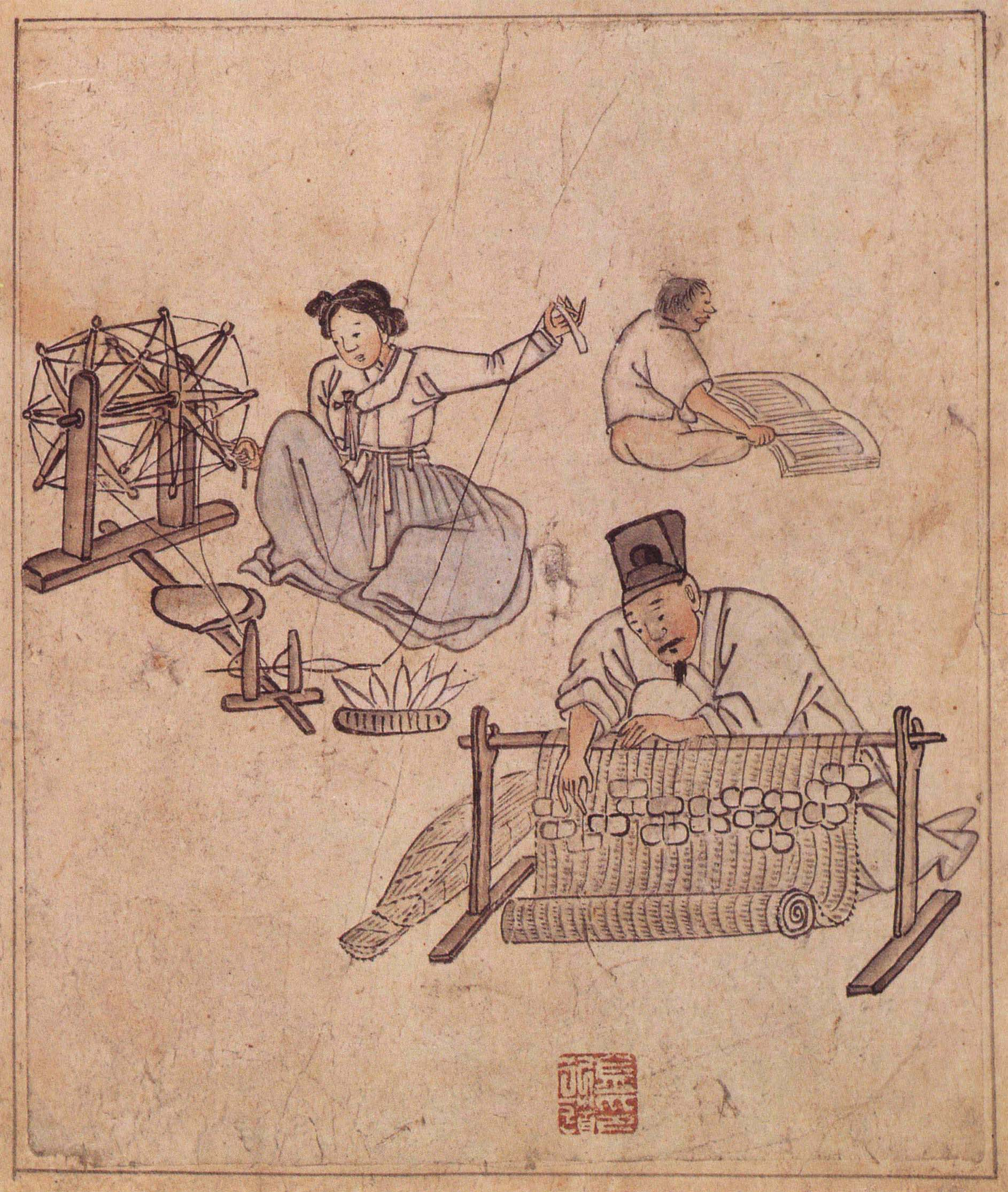
물레질을 하는 여성(왼쪽) - 김홍도 <자리짜기>

물레타령 또는 물레노래는 여자들이 물레질하면서 부르는 일노래이다.
<삼삼기 노래>, <베틀노래>와 더불어 <길쌈노래>에 속하며 한국 여성들의 중요한 일노래이다.
길쌈노래들은 단조로운 일을 지루하게 오랫동안 반복하기 때문에 장절 구분 없이 통절형식으로 되어있다. 노래의 선율은 매우 단순하고 길고 길게 가슴속에 담긴 이야기를 실타래 뽑듯이 뽑아낸다. 가락보다도 가사가 중심이 되는 노래라 할 수 있으며, 가사는 대개 시집살이에 대한 슬픔을 노래한다.
물레질은 물레를 돌리며 고치나 무명 솜에서 실을 뽑아내는 작업으로 ‘웽웽웽’하는 물레질 소리는 노래 속에서 효과음처럼 묘사되기도 한다. 일정한 동작을 긴 시간 반복할 때 노래 없이 한다는 것은 매우 고통스런 일일 것이다. 물레질은 다른 사람들과 동작을 맞출 필요 없이 혼자 하는 것으로 동작과 선율이 맞아 떨어질 필요가 없다.
그러나 남도민요 <물레타령>과 서도민요 <안주애원곡>처럼 물레질 할 때 부르는 노래이지만 메기고 받는 유절형식으로 된 전문 소리꾼들이 부르는 노래도 있다.
물레노래가 가사 중심으로 전개될 수 있다는 점 때문에 길이가 길고 어려운 서사민요가 규모 있게 불리는데, 물레질이 혼자서 오래 노래하기 안성맞춤이라는 여건 때문에 긴 시집살이노래가 서사적으로 비교적 길고 가다듬어진 모습으로 불릴 수 있었다.
이처럼 물레노래는 사설이 풍부하고 서사성을 띤 장형의 시집살이노래가 주류를 이룬다는 점에서 그 학술적 가치가 높다.

## 노랫말

### 일반적인 노랫말
받는소리: 물레야 물레야 윙윙윙 돌아라 워리렁 서리렁 잘도 돈다
1. 마포갈포 실뽑기는 삼한시대의 유업이요
무명실로 베짜기는 문익점 선생의 공덕이로구나
2. 호롱불을 돋우키고 이 밤이 새도록 물레를 돌려 베를 낳네
3. 삼합사로 실을 뽑아 석쇠베를 짜게 헐까
오올실을 뽑아내어 보름새를 짤까
4. 물레소리는 윙윙윙 도는디 밤중 샛별이 둥실 떴네
5. 해당화 한 송이를 와자지지끈 꺾어 우리님 머리위에다 꽂아나주세

### 자진물레타령
받는소리: 물레야 윙윙 돌아라 워리렁 웽웽 돌아라
1. 서당도령 어디 갔소 버선 신고 서재 갔소
2. 한 손으로 실을 뽑고 또 한 손으로는 물레를 돌려라
3. 이 물레를 어서 잣아 베를 짜서 알뜰헌 우리님 도포를 짓세
4. 한양 가신 우리 낭군 어느 시절에 돌아오리
5. 심야삼경 야밤중에 물레소리는 설리울고
우리님은 어이하여 이다지도 소식없나

### 완주물레타령
물레야 물레야 빙빙빙 돌아라 남의 집 귀동자 밤이슬 맞는다.
에야 뒤야 에헤이야 에라 뒤어라 사랑이로구나.
만경창파 둥둥둥 닻배 어기여차 에야 뒤어라 노를 저어라.
에야 뒤야 에헤이야 에야 뒤야 뒤어라 사랑이로구나.

## 참고
1. ↑  국립국악원 - 물레타령